# Magnalium
Magnalium is een legering van magnesium (Mg) en aluminium (Al) soms ook als MgAl weergeven (let op: dit is een afkorting en geen structuur- of molecuulformule). Het is als iedere legering dus een mengsel en geen verbinding.

## Eigenschappen
Legeringen met een laag gehalte aan magnesium (ongeveer 5%) zijn sterker, hebben een betere weerstand tegen corrosie en hebben een lagere dichtheid dan puur aluminium. Deze legeringen zijn ook makkelijker te verwerken dan puur aluminium.
Magnalium met een hoog magnesium gehalte (50%) heeft een erg brosse structuur en is daarom niet erg toepasbaar in de bouwindustrie of elektrochemie. 

## Gebruik
Magnalium met een laag gehalte aan magnesium wordt gebruikt binnen de luchtvaart industrie. Ook wordt het toegepast voor auto-onderdelen. Veelal gelegeerd in de verhouding 50/50 en gepoederd vindt het zijn toepassingen in de pyrotechniek als vonkend element, het omhoog brengen van reactietemperatuur, of in "crackling stars" (of andere knettereffecten).